# Ernest Saint-Charles Cosson
Ernest Staint-Charles Cosson (Paris, 22 de julho de 1819 — 31 de dezembro de 1889, em Paris) foi um botânico francês.

## Carreira
Cosson é conhecido por sua pesquisa botânica no Norte da África e, durante sua carreira, participou de oito viagens à Argélia. Em vários deles, ele foi acompanhado por Henri-René Le Tourneux de la Perraudière (1831-1861), quem ele homenageou na nomeação de várias espécies e gêneros (por exemplo, Perralderia, Galium perralderii ). Em 1863 foi eleito presidente da Société botanique de France e, de 1873 a 1889, foi membro da Académie des sciences.
Em 1882, Jules Ferry como Ministro da Instrução Pública, decidiu criar uma missão para explorar a Regência da Tunísia. A expedição foi chefiada por Cosson e incluiu o botânico Napoléon Doumet-Adanson e outros naturalistas. Em 1884, uma seção geológica sob o comando de Georges Rolland foi adicionada à Missão de Exploração Científica da Tunísia. Rolland foi assistido por Philippe Thomas em 1885 e por Georges Le Mesle em 1887.
Com Jacques Nicolas Ernest Germain de Saint-Pierre  (1815–1882), Cosson publicou o influente Atlas de la Flore des Environs de Paris.

## Escritos selecionados
- Atlas de la flore des environs de Paris ou illustrations de toutes les espèces des genres difficiles et de la plupart des plantes litigieuses de cette région. [S.l.]: Fortin, Masson. 1845
- Introduction à la Flore d'Algérie, etc. (com Michel Charles Durieu de Maisonneuve), 1854.
- Rapport sur un Voyage botanique en Algérie, de Philippeville a` Biskra et dans les Monts Aure's, 1856.[8]
- Instructions sur les observations et les collections botaniques à faire dans les voyages, 1872
- Note sur le projet de création en Algérie d'une mer dite intérieure, 1880
- Forets, bois et broussailles des principales localités du Nord de la Tunisie explores, 1883.[9]
- Compendium florae Atlanticae [...] Volume I. Première partie.- Historique et Géographie..., 1881
- Compendium florae Atlanticae [...] Volume II. Supplément à la partie historique et flore des états barbaresques..., 1887
- Illustrationes florae Atlanticae [...] Volumen I..., 1882-1890
- Illustrationes florae Atlanticae [...] Volumen II..., 1892-1897
- Instructions sur les observations et les collections botaniques à faire dans les voyages..., 1872
- Note sur la flore del la Kroumirie centrale..., 1885
- Notes sur quelques plantes critiques, rares ou nouvelles..., 1849-1852
- Cosson, Ernest Saint-Charles & Germain de Saint-Pierre, Jacques-Nicolas-Ernest
  - Atlas de la flore des environs de Paris [...] Deuxième édition..., 1882
  - Flore descriptive et analytique des environs de Paris..., 1845
  - Flore [descriptive et analytique] des environs de Paris [...] Deuxième édition..., 1861
  - Observations sur quelques plantes critiques des environs de Paris..., 1840
  - Supplément au Catalogue raisonné des plantes vasculaires des environs Paris..., 1843
  - Synopsis analytique de la flore des environs de Paris [...] Deuxième édition..., 1859
  - Synopsis analytique de la flore des environs de Paris [...] Troisième édition..., 1876
- Cosson, Ernest Saint-Charles ; Germain de Saint-Pierre, Jacques-Nicolas-Ernest & Weddell, Hugh Algernon
  - Introduction à une flore analytique et descriptive des environs de Paris..., 1842